# Argonemertes stocki
Argonemertes stocki е вид червей от семейство Prosorhochmidae.

## Разпространение и местообитание
Видът е разпространен в Австралия (Нов Южен Уелс).
Обитава гористи местности и национални паркове.